# Alfarería de Niñodaguia

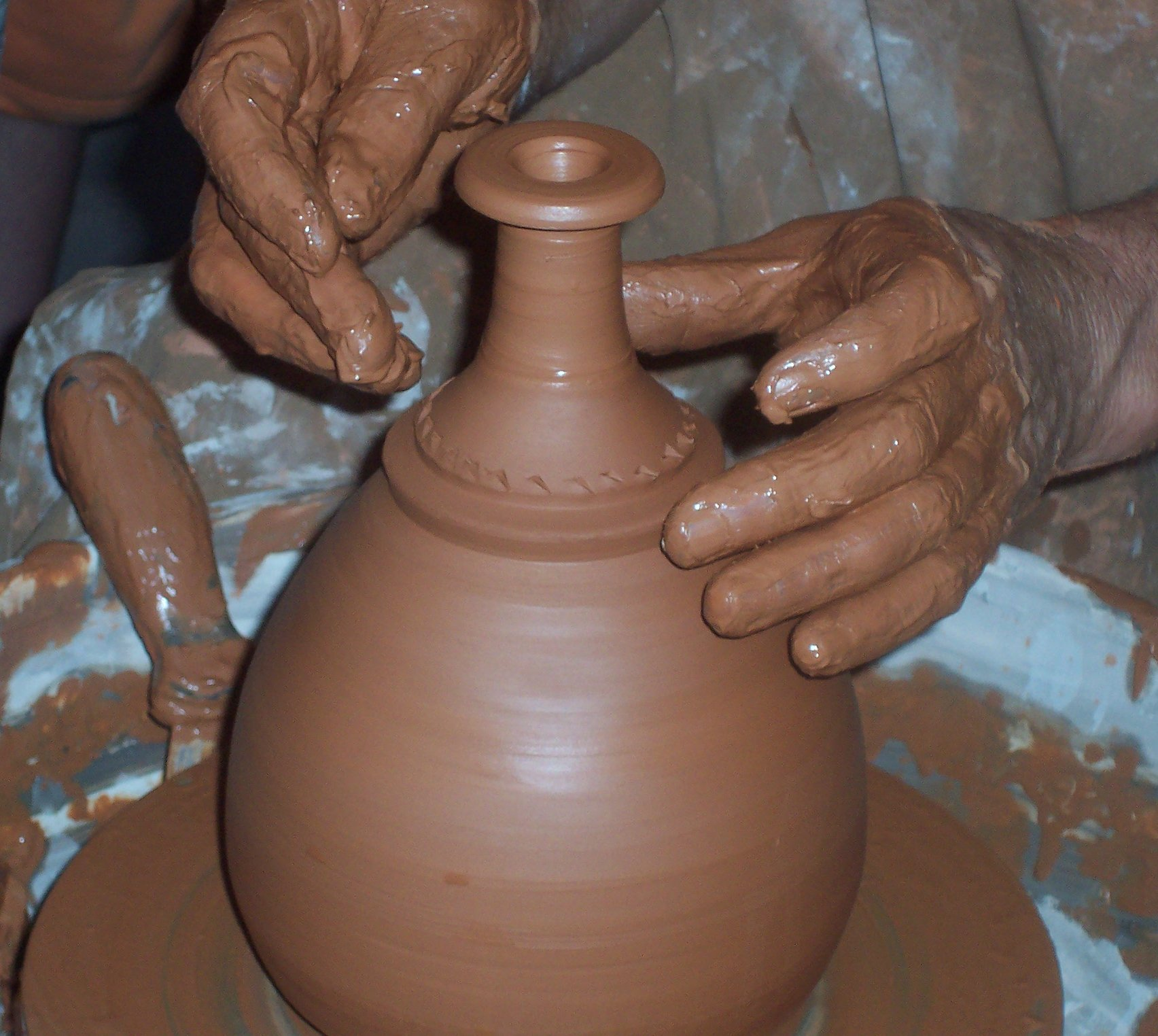
Alfarero de Niñodaguía modelando en el torno.

La alfarería de Niñodaguia («O niño da Aguia», en Orense) es uno de los focos tradicionales de la cerámica del noroeste de la península ibérica, uno de los más activos en la comarca de La Limia
(término municipal de Junquera de Espadañedo), y considerado por algunos especialistas como el segundo más importante de Galicia, después de Buño. Desde el inicio del siglo XX aparece en estudios etnográficos de varios autores, entre ellos Luciano García Alén, Natacha Seseña y Guadalupe González-Hontoria.

## Características
Además de su variedad y la importancia de la producción para una amplia zona geográfica (rebasando el alfarería en la provincia de Orense entorno provincial regional), la cacharrería de Niñodaguía se distingue por su vidriado amarillo, que permite que se vea el color de la arcilla también amarillenta; se trata de un esmalte plumbífero habitual en gran parte de la península ibérica, conseguido con sílice y galena (conocida en el argot artesano por el nombre de chumbo). Son notables la antigüedad del proceso de horneado y el porte primitivo y armónico de muchas de sus piezas.

### Hornos
Mencionados por primera vez en la monografía de Fernández y Dacal de 1929, la etnógrafa Natacha Seseña describe el horno de los hermanos Ferreira (José María y Adolfo) en 1976, como un socavón circular de más de dos metros, a cielo abierto pero techado, con una "parrilla de piedras radiales", en el que los cacharros, puestos boca abajo, se distribuían sin seguir un orden manifiesto, pero en círculos concéntricos. Y lo más curioso era el ventilador eléctrico que se instalaba en la parte baja del horno para reducir el tiempo de la cocción de las piezas en el proceso de su vitrificado. La imagen de los hornos ha quedado inmortalizada por versos populares como estos:

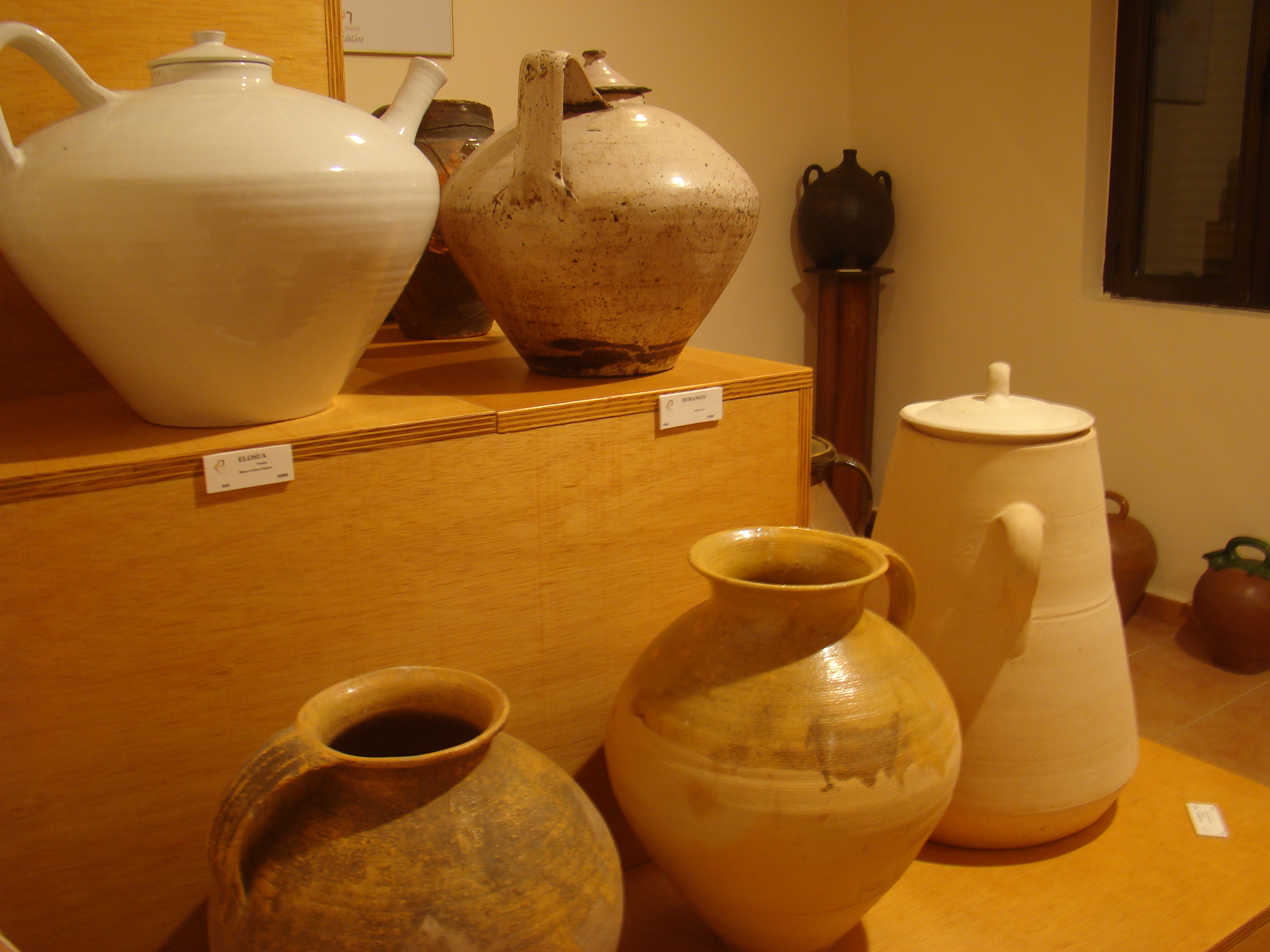
Abajo, en el centro, cántaro para agua con el típico vidriado amarillento casi transparente. (A su derecha una esbelta sella sin vidriar, y en el estante de arriba dos pedarras vascas).

Ao pasar por Niñodaguía
 o primeiro que se ve
 son as cuncas a secar
 e os forniños a cocer.

### Formas
La tipología es muy amplia. Una de las piezas de mayor producción es la olla y sus vasijas hermanas. Las olas (también llamadas cántaras o pucheiras), se han utilizado indistintamente para transporte o conservación de vino, agua, leche, etcétera. La mayor, usada como ola de medida tenía 18 litros de capacidad, pero las había más pequeñas, de 12, 8 y 4 litros. Destacaba su panza muy desarrollada y se fabricaban con o sin asa. Una de las piezas más valoradas por los etnógrafos es la nateira (ola do leite o cántara de leche), con su singular tapa. Y por su magnífico porte hay que destacar las cántaras para vino (casi tinajas vinateras de más de 70 litros, y fabricadas de encargo), que llevaban en la unión de los churros o relons que iban levantando la vasija unos refuerzos o adornos en la parte externa. No se vidriaban, pero los cosecheros cubrían todo su interior con pez.
Otro conjunto interesante son las jarras. Diferenciándose las xarras da agua de dos picos enfrentados, dos asas contrapuestas y capacidad para 2, 3 y 4 litros. Muy parecida en su porte era la usada para vino (pucheiro do viño), pero con un solo asa y un único pico vertedor, con capacidad para un litro (que parece ser la razón de que se la llame pichola o media pichola). Otros jarros de la familia producidos en los alfares de Niñodaguía que merece la pena anotar son el jarro de ordeño (xarro de mungir o xarro do leite) y los diversos xarriños para conservar grasas, aceite, incluso miel.
Entre las piezas de la vajilla de mesa: el cuenco o cunca ("para el caldo, sopa, leche o maíz en agua"), la escudilla o media cunca (12-15 cm de diámetro en su boca), el plato llano o fonte, el plato hondo o copo y las fuentes troncocónicas, casi esferoides, para comida en común -todos los comensales toman la comida de la misma fuente.
También característicos eran los botixos o porrons para agua. Los ejemplares más antiguos tenían forma ovoide, casi esférica y cerrada por arriba "con una especie de casquete plano". Esmaltados en su mitad superior con un amplio babero del típico baño amarillento común en este foco alfarero, estos botijos se decoraban en ocasiones con incisiones (hechas con el "canivete" dentado o con las "panillas".
De importante producción han sido los barreños, desde los grandes de 32 litros con cuatro asas hasta las almufias (entre 6 y 10 litros) imprescindibles en la matanza del porco.

#### Piezas para fuego
La alfarería de fuego de Niñodaguía ha producido ejemplares de valor etnográfico como la chocolateira, usada para hacer el chocolate das paridas, dejando patente que en épocas pasadas la mujer solo tomaba chocolate si daba a luz. Se trata de un tipo de xarro, y se fabricaba sin pes o con tres pes, pequeñas patas para poder cocinar sobre las brasas. Otro curioso cacharro era el testo da bica, similar a una tapadera grande usada para cocer la torta de maíz (bica, en gallego) colocándola, bien sobre la lareira o piedra de la cocina, o sobre una plancha de barro.

### Decoración
Muy discreta, la decoración de las piezas del alfar en Niñodaguía, ha seguido dos modelos básicos:
- Vincoras o rayas incisas en el exterior de las vasijas, hechas con el "canivete" de madera a modo de cortaplumas, un recurso habitual en la decoración alfarera, y que suele disponer de "varios dientes de perfil rectangular" (produciendo el efecto de grabar con un peine la arcilla fresca). Otro recurso, más antiguo quizá, es la suave incisión conseguida con un trozo de tela de pana de algodón aplicada sobre el barro antes de secarlo y cocerlo.[5]
- Las primitivas incisiones luego dieron paso a la decoración con ondas en orella de boi (oreja de buey), hechas con la mano y sumergiendo la vasija en el baño de vidriado. De este adorno, el más antiguo era el vidriado plumbífero sin colorantes que daba una transparencia del tono amarillento del barro tras su cochura. Ha quedado noticia de que tras la guerra civil española comenzó a usarse el vidriado rojizo (el roxo), conseguido con almagre -óxidos de hierro- mezclado con sulfuro de plomo, y más tarde con óxidos metálicos.[5]

## Alfareros

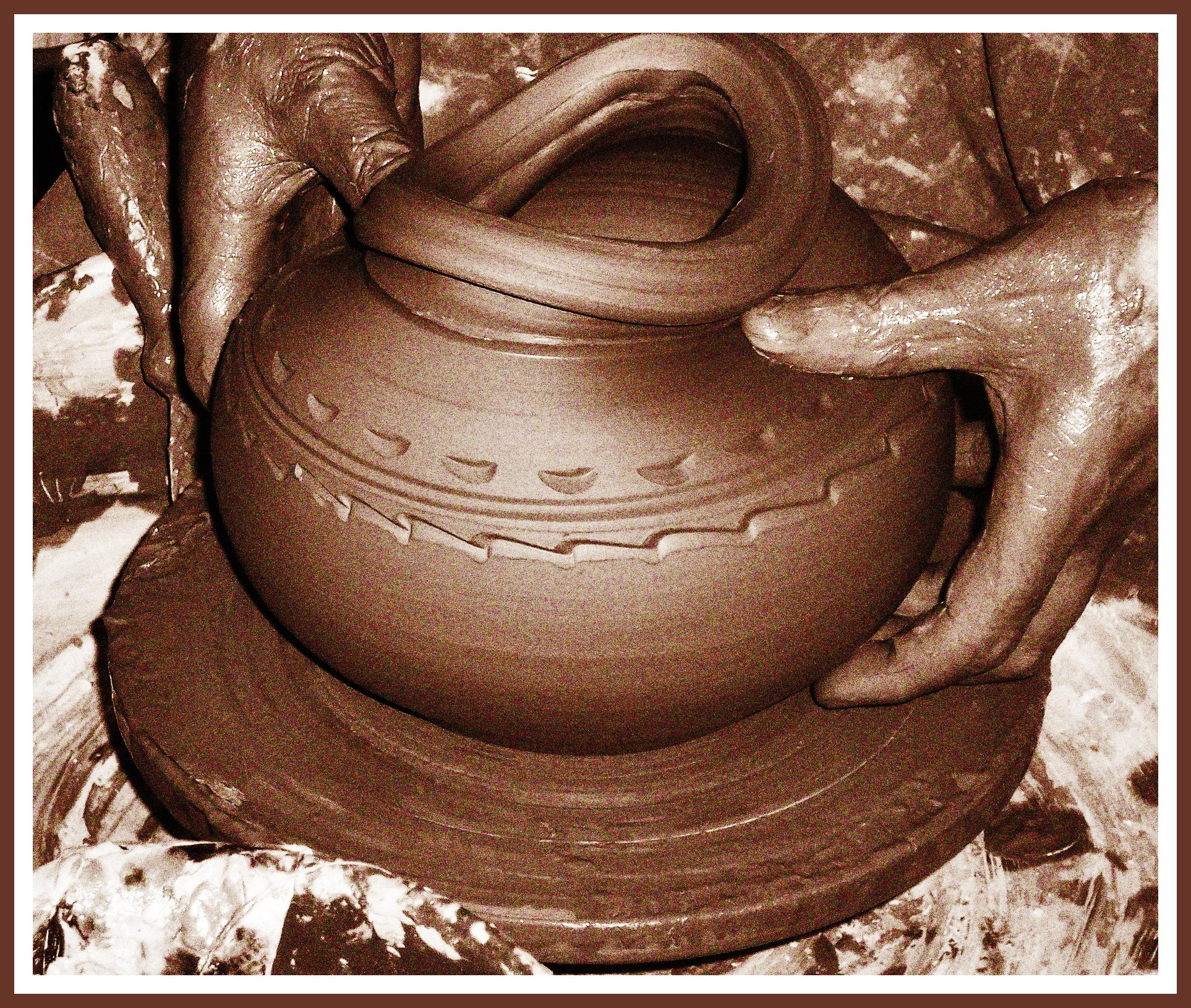
«Todos os de Niñodaguía levan no suy pantalón unha manchiña de barro que rouba o corazón».

A través de sucesivos estudios sobre la producción alfarera en Niñodaguía, puede hacerse el siguiente seguimiento de artesanos activos en este foco:
- En 1972, González-Hontoria menciona los alfares de Benigno Vázquez, Aquilino Blanco Carballo, hijo y nieto de cacharreiros, José Gándara Blanco, Adolfo Dorrego y las alfarerías de Hermesindo y de Álvaro. En todos ellos se seguían fabricando piezas tradicionales, entre ellas las particulares bisogueiras y la ola almufía(o almofía) hecha con minio asturiano y óxido de cobre.[14]
- En 1975, la Guía de los alfares de España (trabajo de campo de los etnógrafos Rüdiger Vossen, Natacha Seseña, y Wulf Köpke) se registran ocho talleres, casi todos a la entrada del pueblo: el de los hermanos Fidel y Claudio Fernández Dorrego, el de Aquilino Blanco Carballo (en la carretera general), el de Manolo Rodríguez y Sergio Vázquez, el de Benigno Martínez, el de Gervasio Rodrigues y sus hermanos, el de Daniel y Ángel Rodríguez Rodríguez, el de Ramiro Álvarez de Dios y el de Agustín Vázquez. Se muestran piezas como la referida almufía (especie de barreño o lebrillo mediano) y diversos tipos y tamaños de jarras de uno y dos bicos.[15] Seseña menciona, tras una nueva visita en 1976, el alfar de la familia Ferreira (José María y Adolfo).[10]
- En 1993, García Alén enumera los siguientes oleiros: Ramiro Álvarez de Dios, Aquilino y Agapito Blanco Vázquez, Ángel Blas Rodríguez, Manuel y José María Lozano de Dios, José García Álvarez, Gervasio Rodríguez Ferreiro, Benigno Vázquez Blanco, Agustín Vázquez Ferreiro, José María Ferreiro Rodríguez, y los hermanos Enrique y Ramón Cabana Ferreiro.[7][16]